# Archidiocèse de Verceil
L'archidiocèse de Verceil (en latin : archidioecesis Vercellensis ; en italien : arcidiocesi di Vercelli) est un archidiocèse métropolitain de l'Église catholique en Italie appartenant à la région ecclésiastique du Piémont.

## Territoire
Il est situé sur quatre provinces qui sont dans deux régions d'Italie différentes. La plus grande partie est dans la région du Piémont avec la province de Verceil, la partie nord de cette province étant dans le diocèse de Novare, la commune d'Alice Castello dans le diocèse d'Ivrée et la commune de Carisio dans le diocèse de Bielle.
La partie est de l'archidiocèse est dans la province de Novare avec le reste de cette province dans le diocèse de Novare tandis que sa partie nord-ouest est dans la province de Bielle dont l'autre partie est dans le diocèse de Bielle. Ces deux diocèses sont suffragants de Verceil tout comme ceux d'Alexandrie et Casal.
Une autre partie est dans la province de Pavie de la région de Lombardie dont le reste est partagé par les diocèses de Vigevano, Plaisance-Bobbio et Tortone.
Son territoire est de 1 658 km2 divisé en 117 paroisses regroupées en 6 archidiaconés. L'archevêché est à Verceil avec la cathédrale saint Eusèbe où se trouve la châsse du bienheureux Amédée IX et le corps de la bienheureuse Émilie Bicchieri. La même ville possède deux basiliques mineures : Saint-André et Sainte-Marie-Majeure (it),.
La ville de Trino est le lieu d'un pèlerinage auprès de trois bienheureux : Ogler de Locedio dans l'église Saint Barthélemy, Arcangela Girlani dans l'église Saint Laurent et Madeleine Panattieri dans l'église Sainte Catherine.

## Histoire
Selon un ancien lectionnaire, l'Évangile est prêché pour la première fois à Verceil dans la seconde moitié du IIIe siècle par saint Martial de Limoges et saint Savinien de Sens, évêques de Gaule, sur le chemin du retour vers leurs diocèses. Le siège épiscopal n'est établi qu'au IIIe siècle, après la paix de Constantin, le diocèse est, à l'origine, suffragant de l'archidiocèse de Milan. Le premier évêque est saint Eusèbe de Verceil (354-370), un lecteur sarde de l'Église romaine et adversaire acharné de l'arianisme. Il est le premier à commander ou entreprendre la traduction latine des Évangiles et encore aujourd'hui la bibliothèque de la cathédrale de Verceil conserve le Codex Vercellensis, un parchemin du IVe siècle. Eusèbe est l'initiateur de la piété mariale dans le Piémont, la tradition lui attribue la création des pèlerinages d'Oropa et de Crea.
Jusqu'au XVIIIe siècle, on pouvait admirer, dans la cathédrale de Verceil, des peintures accompagnées des noms des quarante premiers évêques du diocèse selon l'ordre chronologique, de saint Eusèbe à Nottingo (830). Selon Lanzoni (it), cette série était digne de foi et répétait des diptyques diocésains en images.
Au début du Moyen Âge, le territoire du diocèse est très vaste et comprend également Bielle, Casal et une partie de la Lomellina jusqu'à Robbio. Il reçoit de Charlemagne de nombreux droits et privilèges, qui peuvent être considérés comme le début du pouvoir temporel.
Le 13 décembre 899, les païens Hongrois pillent la ville et massacrent le clergé local. En 912, le pape Anastase III accorde l'usage du pallium à l'évêque Regemberto. En 997, l'évêque Pierre est assassiné, certainement par Arduin d'Ivrée, pour avoir défendu les droits de l'Église contre l'ingérence du marquis d'Ivrée. C'est de cette époque que les historiens datent le livre de Verceil, codex anglais encore conservé aujourd'hui dans la bibliothèque de la cathédrale.
En 1014, les évêques de Verceil reçoivent de grandes donations de l'empereur Henri II, qui sont à la base du pouvoir civil que les évêques exercent dans les siècles suivants en tant qu'évêques-comtes. En 1148, le pape Eugène III, qui passe par Verceil à son retour d'un voyage en France, consacre personnellement l'église de Sainte Marie Majeure en présence de saint Bernard de Clairvaux. En 1160, l'évêque Uguccione érige le château Piazzo à Bielle à l'origine du village médiéval.
Au XIIe siècle, le bienheureux Ogier de Lucedio, abbé de Lucedio, règle quelques différends entre la commune et le diocèse. Le culte est confirmé en 1875 et ses reliques sont toujours vénérées à Trino. Au début du XIIIe siècle, l'évêque saint Albert de Jérusalem obtient pour lui-même et pour ses successeurs, l'usage de la pourpre, normalement réservé aux cardinaux, pour certains jours de l'année ; un droit que les archevêques de Verceil ont toujours, tant qu'ils sont dans leur diocèse.
En 1220, le cardinal Guala Bicchieri fonde le monastère Saint André près de l'église du même nom, aux frais du roi Henri II, comme acte d'expiation pour l'assassinat de Thomas de Cantorbéry. En 1230, l'évêque Jacopo est contraint à l'exil par la faction gibeline et trouve refuge au château de Vettignè (it). Le droit d'élection de l'évêque est exercé par les chanoines. En 1268, ils se retrouvent divisés en deux factions, jusqu'à l'intervention du pape Clément IV qui élit Aymon de Challant. Le pape Boniface VIII revendique le droit d'élire l'évêque mais approuve l'élection faite par le chapitre de Raniero Avogadro ; ce dernier organise une croisade contre Fra Dolcino et ses disciples.
L'évêque Lombardo della Torre doit s'exiler à Bielle car il est opposé aux partisans de Louis IV. Dans la même période, Verceil passe sous le contrôle des Visconti du parti gibelin. Dans la seconde moitié du XIVe siècle et au début du XVe siècle, Verceil souffre beaucoup des conflits entre les adversaires et les partisans des différents papes. En 1384, le pape Urbain VI se réserve définitivement le droit d'élire les évêques. La dernière initiative des chanoines pour élire un évêque a lieu à nouveau en 1437, lorsque le pape Eugène IV impose l'évêque Guillaume Didier. En 1427, Verceil devient le domaine de la maison de Savoie.
Le 18 avril 1474, Verceil cède une partie de son territoire au profit de l'érection du diocèse de Casal. Le 2 janvier 1566, en exécution du concile de Trente, le cardinal Guido Luca Ferrero crée le séminaire diocésain. Une autre conséquence du concile de Trente, bien qu'indirecte, est la suppression de l'ancien rite eusebien, sanctionné le 30 mars 1575. En fait, la bulle Quo primum du pape Pie V par laquelle le nouveau missel romain est approuvé, n'abolit que les rites qui n'ont pas deux cents ans d'ancienneté, donc le rite eusebian aurait pu être conservé.
Le long épiscopat de Giacomo Goria au XVIIe siècle est particulièrement difficile. Il est regardé avec suspicion par le duc Victor-Amédée Ier pour une prétendue proximité avec les Espagnols et pour avoir imposé des excommunications. Il passe de longues périodes hors du diocèse. Il voit sa situation empirer par le déclenchement de la guerre franco-espagnole et réside longtemps dans la partie du diocèse qui se trouve dans le duché de Milan. Les désaccords atteignent un tel point que le vicaire général est évincé. Victor-Amédée écrit au chapitre de la cathédrale pour demander l'élection d'un nouveau vicaire général. Le chapitre déclare qu'il ne peut pas le faire car interdit par le droit canonique ; mais un nouveau vicaire est imposé par le nonce apostolique Fausto Caffarelli. Plus tard, tous les parents de l'évêque sont expulsés de Verceil.
La situation de l'évêque s'améliore après la mort de Victor-Amédée, lorsque Vercelli est occupé par les Espagnols. Avec le soutien de la faction princières (it) qui s'oppose à la régence de Christine de France, il déplace sa résidence à Salussola et Bielle puis retourne à Verceil le 14 décembre 1640. Malgré les difficultés et les obstacles, Mgr Goria effectue des visites pastorales, couronne la statue de la Vierge d'Oropa le 29 août 1620, favorise l'éducation et le séminaire À cause de l'occupation espagnole, le diocèse reste vacant pendant douze ans, jusqu'en 1660.
Avec l'évêque Vittorio Agostino Ripa (1679-1691) Vercelli devient l'un des centres de diffusion du semi-quiétisme d'origine française. L'évêque accueille dans le diocèse le Père La Combe, barnabite, auquel se joint Jeanne Guyon, et autorise l'impression de leurs œuvres. Il participe à des visites pastorales et à des conférences spirituelles pour le clergé. Mgr Ripa lui-même est l'auteur du traité de prière "l'oraison du cœur" (1686) dans lequel il présente la prière passive.
Le 1er juin 1772, Verceil cède une autre partie de son territoire au profit de l'érection du diocèse de Bielle, qui est ensuite supprimé pendant la période napoléonienne de 1803 à 1817 et réintègre Verceil. En 1803, Verceil fait partie de la province ecclésiastique de l'archidiocèse de Turin. Dans la période napoléonienne, le diocèse est dirigé par Giovanni Battista Canaveri, plutôt enclin à rendre hommage aux autorités civiles et pour cette raison apprécié par le ministre du culte Jean-Étienne-Marie Portalis. Après la mort de Canaveri, Napoléon élit le chanoine Carlo Giuseppe Tardì comme évêque de Verceil, que le chapitre reconnaît comme vicaire capitulaire. L'évêque élu n'est pas reconnu par le pape et démissionne en 1814.
Le 17 juillet 1817, il est élevé au rang d'archidiocèse métropolitain par la bulle Beati Petri du pape Pie VII, et a comme suffragants Alexandrie, Bielle et Casal. Le 26 novembre, le pape ajoute les diocèses de Novare et de Vigevano. Ce dernier intègre ensuite la province ecclésiastique de l'archidiocèse de Milan le 17 juillet 1974. Pendant la période du Risorgimento, l'archidiocèse est longtemps gouverné par Alessandro d'Angennes, évêque de tendance libérale, qui tient un synode diocésain en 1842 et promeut en 1852 la naissance d'une société ouvrière d'inspiration catholique.
Les Sœurs de Sainte Marie de Lorette fondées en 1891 à Saluggia et les Filles de Saint Eusèbe fondées en 1899 à Verceil sont originaires de l'archidiocèse. En mai 1998, le diocèse reçoit la visite papale de Jean-Paul II.

## Sources
- (en) Catholic-Hierarchy
- (en) GCatholic